# Medalla William Bowie
La Medalla William Bowie es un premio otorgado anualmente por la Unión Geofísica Americana para premiar "contribuciones excepcionales en el campo de la geofísica fundamental y para investigaciones en cooperación desinteresada". El premio es el honor más alto dado por dicha institución y está nombrado en honor de William Bowie, uno de los cofundadores de la Unión.

## Ganadores del premio
- 1939	William Bowie[2]
- 1940 Arthur Louis Day
- 1941 John Adam Fleming
- 1942 Nicholas Hunter Heck
- 1943 Oscar Edward Meinzer
- 1944 Henry Bryant Bigelow
- 1945 Jacob Aall Bonnevie Bjerknes
- 1946 Reginald Aldworth Daly
- 1947 Felix Andries Vening Meinesz
- 1948 James B. Macelwane
- 1949 Walter Davis Lambert
- 1950 Leason Heberling Adams
- 1951 Harald Ulrik Sverdrup
- 1952 Harold Jeffreys
- 1953 Beno Gutenberg
- 1954 Richard Montgomery Field
- 1955 Walter Hermann Bucher
- 1956 Weikko Aleksanteri Heiskanen
- 1957 William Maurice Ewing
- 1958 Johannes Theodoor Thijsse
- 1959 Walter M. Elsasser
- 1960 Francis Birch
- 1961 Keith Edward Bullen
- 1962 Sydney Chapman
- 1963 Merle Antony Tuve
- 1964 Julius Bartels
- 1965 Hugo Benioff[3]
- 1966 Louis B. Slichter
- 1967 Lloyd Berkner
- 1968 Roger Revelle
- 1969 Walter B. Langbein
- 1970 Bernhard Haurwitz
- 1971 Inge Lehmann
- 1972 Carl Eckart
- 1973 George P. Woollard
- 1974 A. E. Ringwood
- 1975 Edward Bullard
- 1976 Jule G. Charney
- 1977 James Van Allen
- 1978 Helmut E. Landsberg
- 1979 Frank Press
- 1980 Charles A. Whitten
- 1981 Herbert Friedman
- 1982 Henry M. Stommel
- 1983 Syun-iti Akimoto
- 1984 Marcel Nicolet
- 1985 H. William Menard
- 1986 James Dooge
- 1987 Robert N. Clayton
- 1988 Hannes Alfvén
- 1989 Walter H. Munk
- 1990 Eugene N. Parker
- 1991 Don L. Anderson
- 1992 Alfred O. C. Nier
- 1993 Irwin I. Shapiro
- 1994 Peter S. Eagleson
- 1995 Claude Allègre
- 1996 Eugene Shoemaker
- 1997 Raymond Hide
- 1998 Richard M. Goody
- 1999 J. Freeman Gilbert[4]
- 2000 John A. Simpson
- 2001 Dan McKenzie
- 2002 Adam M. Dziewonski
- 2003 Donald L. Turcotte
- 2004 Keiiti Aki
- 2005 Johannes Geiss
- 2006 Carl Wunsch
- 2007 Susan Solomon[5]
- 2008 Gerald J. Wasserburg
- 2009 Ignacio Rodríguez Iturbe
- 2010 Syukuro Manabe
- 2011 Louis J. Lanzerotti
- 2012 Anny Cazenave
- 2013 Raymond Roble
- 2014 Hiroo Kanamori
- 2015 Wilfried H. Brutsaert
- 2016 Stanley R. Hart
- 2017 no concedido
- 2018 Daniel N. Baker
- 2019 Barbara Romanowicz
- 2020 Rita Colwell
- 2021 James L. Burch
- 2022 David J. Stevenson[6]